# Elemental Gearbolt
Elemental Gearbolt is een videospel voor het platform Sony PlayStation. Het spel werd uitgebracht in 1997. 

## Ontvangst
| Beoordeeld door       | Datum            | Score |
| --------------------- | ---------------- | ----- |
| IGN                   | 24 augustus 1998 | 83%   |
| Netjak                | 22 maart 2005    | 80%   |
| Absolute Playstation  | juli 1998        | 80%   |
| The Video Game Critic | 15 juli 1999     | 75%   |
| GameSpot              | 23 januari 1998  | 75%   |